# Yoann Cathline
Yoann Cathline (* 22. Juli 2002 in Champigny-sur-Marne) ist ein französischer Fußballspieler. Der Linksaußen steht beim FC Utrecht unter Vertrag.

## Karriere

### Verein
Cathline begann seine Karriere in den Juniorenbereichen von US Torcy und EA Guingamp. In Guingamp kam er 2020 erstmals für die zweite Mannschaft zum Einsatz. Im März 2021 folgte seine erste Berufung in einen Spieltagskader der A-Mannschaft. Sein Debüt feierte er am ersten Spieltag der Saison 2021/22, als er kurz vor Schluss eingewechselt wurde. In den nächsten Wochen folgten sporadisch weitere Kurzeinsätze, bevor sich seine Spielzeit ab der Saisonmitte erhöhte, sodass er schlussendlich zu 20 Ligaeinsätzen in der Saison kam. An den ersten fünf Spieltagen der darauffolgenden Spielzeit kam er erneut zum Einsatz, bevor er im September 2022 zum FC Lorient wechselte. Dort wurde er zunächst als Rotationsspieler eingesetzt. Für die Saison 2023/24 verlieh ihn der Verein an den niederländischen Erstligisten Almere City. In der Folgesaison erfolgte eine erneute Leihe, diesmal zum FC Utrecht.

### Nationalmannschaft
Cathline debütierte im Oktober 2021 im Rahmen eines Freundschaftsspiels gegen Tunesien für die französische U20-Nationalmannschaft.